# Росс Кейс
Росс Кейс (англ. Ross Case; нар. 1 листопада 1951) — колишній австралійський тенісист.
Найвищу одиночну позицію світового рейтингу — 14 місце досяг 25 квітня 1976 року.
Здобув 5 одиночних та 20 парних титулів.
Перемагав на турнірах Великого шолома в парному розряді.
Завершив кар'єру 1983 року.

## Фінали за кар'єру

### Одиночний розряд 10 (5 перемог/5 поразок)
| Результат | W/L | Дата | Турнір                | Покриття | Суперник           | Рахунок       |
| --------- | --- | ---- | --------------------- | -------- | ------------------ | ------------- |
| Перемога  | 1–0 | 1969 | Сіетл, США            | Тверде   | Воррен Фармер      | 3–6, 6–1, 6–3 |
| Поразка   | 1–1 | 1971 | Гілверсум, Нідерланди | Ґрунт    | Джералд Беттрік    | 3–6, 4–6, 7–9 |
| Перемога  | 2–1 | 1973 | Маніла, Філіппіни     | Тверде   | Джефф Мастерз      | 6–1, 6–0      |
| Поразка   | 2–2 | 1973 | Джакарта, Індонезія   | Тверде   | Джон Ньюкомб       | 6–7, 6–7, 3–6 |
| Перемога  | 3–2 | 1974 | Сан-Франциско, США    | Килим    | Артур Еш           | 6–3, 5–7, 6–4 |
| Поразка   | 3–3 | 1975 | Лас-Вегас, США        | Тверде   | Роско Теннер       | 7–5, 5–7, 6–7 |
| Перемога  | 4–3 | 1975 | Маніла, Філіппіни     | Тверде   | Коррадо Барадзутті | 6–3, 6–1      |
| Перемога  | 5–3 | 1975 | Сідней, Австралія     | Трава    | Джон Маркс         | 6–2, 6–1      |
| Поразка   | 5–4 | 1976 | Denver WCT, США       | Килим    | Джиммі Коннорс     | 6–7, 2–6      |
| Поразка   | 5–5 | 1979 | Брисбен, Австралія    | Трава    | Філ Дент           | 6–7, 2–6, 3–6 |

### Парний розряд 41 (20 перемог/21 поразка)
| Результат | W/L | Дата | Турнір                                 | Покриття   | Партнер         | Суперники                           | Рахунок                 |
| --------- | --- | ---- | -------------------------------------- | ---------- | --------------- | ----------------------------------- | ----------------------- |
| Поразка   | 1.  | 1972 | Відкритий чемпіонат Австралії з тенісу | Трава      | Джефф Мастерз   | Овен Девідсон Кен Роузволл          | 6–3, 6–7, 3–6           |
| Перемога  | 1.  | 1972 | Сіетл, США                             | Тверде     | Джефф Мастерз   | Жан-Батіст Шанфро Ванаро Н'Годрелла | 4–6, 7–6, 6–4           |
| Перемога  | 2.  | 1972 | Брисбен                                | Тверде     | Джефф Мастерз   | Жорж Говен Ванаро Н'Годрелла        | 6–2, 6–7, 6–2, 7–6      |
| Поразка   | 2.  | 1973 | Мастерс Рим                            | Ґрунт      | Джефф Мастерз   | Джон Ньюкомб Том Оккер              | 2–6, 3–6, 4–6           |
| Перемога  | 3.  | 1973 | Washington Open                        | Ґрунт      | Джефф Мастерз   | Дік Крілі Ендрю Паттісон            | 2–6, 6–1, 6–4           |
| Поразка   | 3.  | 1973 | Тегеран, Іран                          | Ґрунт      | Джефф Мастерз   | Род Лейвер Джон Ньюкомб             | 6–7, 2–6                |
| Перемога  | 4.  | 1974 | Відкритий чемпіонат Австралії з тенісу | Трава      | Джефф Мастерз   | Сід Болл Боб Гілтінен               | 6–7, 6–3, 6–4           |
| Поразка   | 4.  | 1974 | Гемпстед (Нью-Йорк)                    | Тверде     | Джефф Мастерз   | Джефф Боров'як Дік Крілі            | 7–6, 4–6, 4–6           |
| Поразка   | 5.  | 1974 | Сент-Луїс, США                         | Ґрунт      | Джефф Мастерз   | Ісмаїл Ель-Шафей Браян Феерлі       | 6–7, 7–6, 6–7           |
| Перемога  | 5.  | 1974 | Лос-Анджелес, США                      | Тверде     | Джефф Мастерз   | Браян Готтфрід Рауль Рамірес        | 6–3, 6–2                |
| Перемога  | 6.  | 1974 | Sydney Indoor, Австралія               | Тверде (i) | Джефф Мастерз   | Джон Ньюкомб Тоні Роч               | 6–4, 6–4                |
| Перемога  | 7.  | 1974 | Маніла, Філіппіни                      | Тверде     | Сід Болл        | Майк Естеп Марсельйо Лара           | 6–3, 7–6, 9–7           |
| Перемога  | 8.  | 1975 | Сан-Паулу WCT, Бразилія                | Килим      | Джефф Мастерз   | Браян Готтфрід Рауль Рамірес        | 6–7, 7–6, 7–6           |
| Перемога  | 9.  | 1975 | Каракас                                | Тверде     | Джефф Мастерз   | Браян Готтфрід Рауль Рамірес        | 7–5, 4–6, 6–2           |
| Поразка   | 6.  | 1975 | Сент-Луїс, США                         | Ґрунт      | Джефф Мастерз   | Колін Діблі Рей Раффелз             | 4–6, 4–6                |
| Перемога  | 10. | 1975 | Melbourne Indoor, Австралія            | Трава      | Джефф Мастерз   | Браян Готтфрід Рауль Рамірес        | 6–4, 6–0                |
| Поразка   | 7.  | 1975 | Sydney Indoor, Австралія               | Тверде (i) | Джефф Мастерз   | Браян Готтфрід Рауль Рамірес        | 4–6, 2–6                |
| Поразка   | 8.  | 1975 | Перт, Австралія                        | Тверде     | Джефф Мастерз   | Браян Готтфрід Рауль Рамірес        | 6–2, 4–6, 4–6, 0–6      |
| Перемога  | 11. | 1975 | Маніла, Філіппіни                      | Тверде     | Джефф Мастерз   | Сід Болл Кім Ворвік                 | 6–1, 6–2                |
| Поразка   | 9.  | 1976 | Відкритий чемпіонат Австралії з тенісу | Трава      | Джефф Мастерз   | Джон Ньюкомб Тоні Роч               | 6–7, 4–6                |
| Поразка   | 10. | 1976 | Monterrey WCT, Мексика                 | Килим      | Джефф Мастерз   | Браян Готтфрід Рауль Рамірес        | 2–6, 6–4, 3–6           |
| Поразка   | 11. | 1976 | Jackson WCT, США                       | Килим      | Джефф Мастерз   | Браян Готтфрід Рауль Рамірес        | 5–7, 6–4, 0–6           |
| Перемога  | 12. | 1976 | Сан-Паулу WCT, Бразилія                | Килим      | Джефф Мастерз   | Чарлі Пасарелл Аллан Стоун          | 7–5, 6–1                |
| Поразка   | 12. | 1976 | Вімблдонський турнір                   | Трава      | Джефф Мастерз   | Овен Девідсон Кен Роузволл          | 6–3, 3–6, 6–8, 6–2, 5–7 |
| Перемога  | 13. | 1976 | Маніла, Філіппіни                      | Тверде     | Джефф Мастерз   | Ананд Амрітрадж Коррадо Барадзутті  | 6–0, 6–1                |
| Поразка   | 13. | 1977 | Балтимор, США                          | Килим      | Ян Кодеш        | Йон Ціріак Гільєрмо Вілас           | 3–6, 7–6, 4–6           |
| Поразка   | 14. | 1977 | Richmond WCT, США                      | Килим      | Тоні Роч        | Войцех Фібак Том Оккер              | 4–6, 4–6                |
| Поразка   | 15. | 1977 | Торонто                                | Килим      | Тоні Роч        | Войцех Фібак Том Оккер              | 4–6, 1–6                |
| Перемога  | 14. | 1977 | Monterrey WCT, Мексика                 | Килим      | Войцех Фібак    | Біллі Мартін Білл Скенлон           | 3–6, 6–3, 6–4           |
| Перемога  | 15. | 1977 | Вімблдонський турнір                   | Трава      | Джефф Мастерз   | Джон Александер Філ Дент            | 6–3, 6–4, 3–6, 8–9, 6–4 |
| Поразка   | 16. | 1977 | Sydney Indoor, Австралія               | Тверде (i) | Джефф Мастерз   | Джон Ньюкомб Тоні Роч               | 7–6, 3–6, 1–6           |
| Перемога  | 16. | 1978 | Japan Open (теніс)                     | Ґрунт      | Джефф Мастерз   | Желько Франулович Бастер Моттрам    | 6–2, 4–6, 6–1           |
| Перемога  | 17. | 1978 | Токіо Indoor, Японія                   | Килим      | Джефф Мастерз   | Пет Дюпре Том Гормен (тенісист)     | 6–3, 6–4                |
| Поразка   | 17. | 1978 | Маніла, Філіппіни                      | Ґрунт      | Кріс Кехел      | Шервуд Стюарт Браян Тічер           | 3–6, 6–7                |
| Поразка   | 18. | 1979 | Дейтон, США                            | Килим      | Філ Дент        | Кліфф Дрісдейл Брюс Менсон          | 6–3, 3–6, 6–7           |
| Поразка   | 19. | 1979 | Відкритий чемпіонат Франції з тенісу   | Ґрунт      | Філ Дент        | Джін Меєр Сенді Меєр                | 4–6, 4–6, 4–6           |
| Перемога  | 18. | 1979 | Брисбен, Австралія                     | Трава      | Джефф Мастерз   | Джон Джеймс Кріс Кехел              | 7–6, 6–2                |
| Перемога  | 19. | 1980 | Республіка Китай                       | Килим      | Хайме Фійоль    | Енді Колберг Ларрі Стефанкі         | 6–2, 7–6                |
| Перемога  | 20. | 1980 | Japan Open (теніс)                     | Ґрунт      | Хайме Фійоль    | Террі Мур Еліот Телчер              | 6–3, 3–6, 6–4           |
| Поразка   | 20. | 1981 | Мехіко                                 | Ґрунт      | Джон Александер | Джон Ньюкомб Тоні Роч               | 7–6, 3–6, 1–6           |
| Поразка   | 21. | 1981 | Клівленд, США                          | Тверде     | Сід Болл        | Марті Девіс Кріс Данк               | 3–6, 4–6                |